# Élections législatives salvadoriennes de 2015
Les élections législatives salvadoriennes de 2015 se déroulent le 1er mars 2015 afin de renouveler les 84 membres de l'Assemblée législative du Salvador.

## Mode de scrutin
L'assemblée est le parlement monocaméral du Salvador, composée de 84 députés élus pour trois ans au scrutin proportionnel plurinominal à listes ouvertes et au plus fort reste. 64 sièges sont à pourvoir dans 14 circonscriptions plurinominales de 3 à 16 sièges correspondants aux Départements du Salvador selon leur population. Les 20 sièges restants le sont également à la proportionnelle mais dans une unique circonscription nationale.

## Résultats
|                           |                                                      |           |       |        |               |  |  |  |  |
| Partis                    | Partis                                               | Voix      | %     | Sièges | +/-           |  |  |  |  |
|                           | Alliance républicaine nationaliste (ARENA)           | 874 170   | 38,77 | 32     | 1             |  |  |  |  |
|                           | Front Farabundo Martí de libération nationale (FMLN) | 840 619   | 37,28 | 31     | en stagnation |  |  |  |  |
|                           | Grande alliance pour l'unité nationale (GANA)        | 208 851   | 9,26  | 11     | en stagnation |  |  |  |  |
|                           | Parti de la conciliation nationale (PCN)             | 152 633   | 6,77  | 4      | 3             |  |  |  |  |
|                           | Parti démocrate-chrétien (PDC)                       | 55 698    | 2,47  | 1      | en stagnation |  |  |  |  |
|                           | Liste commune ARENA-PCN                              | 37 690    | 1,67  | 3      | Lc            |  |  |  |  |
|                           | Changement démocratique (CD)                         | 36 696    | 1,61  | 0      | 1             |  |  |  |  |
|                           | Démocratie Salvadorienne (DS)                        | 19 211    | 0,85  | 0      | Nv            |  |  |  |  |
|                           | Parti démocratie sociale (PDS)                       | 16 648    | 0,74  | 0      | Nv            |  |  |  |  |
|                           | Liste commune PCN-PDC                                | 6 453     | 0,29  | 1      | Lc            |  |  |  |  |
|                           | Liste commune PCN-DS                                 | 3 659     | 0,16  | 1      | Lc            |  |  |  |  |
|                           | Indépendants                                         | 3 002     | 0,13  | 0      | en stagnation |  |  |  |  |
|                           |                                                      |           |       |        |               |  |  |  |  |
| Suffrages exprimés        | Suffrages exprimés                                   | 2 255 330 | 90,61 |        |               |  |  |  |  |
| Votes blancs et invalides | Votes blancs et invalides                            | 200 485   | 9,39  |        |               |  |  |  |  |
| Total                     | Total                                                | 2 455 815 | 100   | 84     | en stagnation |  |  |  |  |